# Nika Zach
Nika Zach (* 1975 in Graz) ist eine österreichische Jazzsängerin, die heute in Wien lebt.

## Leben und Wirken
Zach erhielt ihren ersten Musikunterricht mit fünf Jahren; auf fünf Jahre Blockflötenunterricht folgten ein dreijähriger Cello- und Schlagzeugunterricht. Ab dem 16. Lebensjahr nahm sie Gesangsunterricht. Sie studierte zunächst Behindertenpädagogik an der Lehranstalt für heilpädagogische Berufe Graz (Diplom 1996), wo sie sich auf Musiktherapie spezialisierte und in diesem Bereich arbeitete. Zwischen 1997 und 2002 studierte sie Jazzgesang am damaligen Brucknerkonservatorium Linz; ihren Abschluss absolvierte sie mit Auszeichnung.
Zach trat mit dem Ensemble Studio Dan um Daniel Riegler 2010 beim Jazzfest Berlin auf. Mit der Pianistin Julia Siedl bildete sie das Duo Pearlmania, das 2014 das Album Bublinky bei Unit Records veröffentlichte. In ihrem Trio Nikasteam unterstützen sie Raphael Preuschl und Herbert Pirker. Agnes Heginger und Ingrid Oberkanins holten sie in das Trio Extra Vergine. Weiterhin arbeitete sie unter anderem mit Großmütterchen Hatz, Caitlin Smith, Stefan Heckel, Heinz Janisch, schenis moves, Karl Ritter und František Uhlíř. Sie ist Mitglied im Vienna Improvisers Orchestra um Michael Fischer.